# گمینا سپنگوو
گمینا سپنگوو (به لهستانی:  Gmina Sypniewo) یک گمینا در لهستان است که در شهرستان ماکوف واقع شده‌است. گمینا سپنگوو ۱۲۸٫۵۸ کیلومتر مربع مساحت و ۳٬۵۲۸ نفر جمعیت دارد.